# Monte Hacho
Monte Hacho är en kulle i Spanien. Den ligger i den spanska exklaven och autonoma staden Ceuta i Nordafrika. Toppen på Monte Hacho är 204 meter över havet.
Monte Hacho ligger på Alminahalvön, omedelbart öster om Ceutas stadsbebyggelse. På bergets topp ligger befästningen Fortaleza de Hacho som ursprungligen uppfördes av bysantinerna. Dagens befästning är från 1700-talet. På Monte Hachos norra sluttningar är också klostret Ermita de San Antonio beläget, liksom Monumento del Llano Amarillo som är ett minnesmärke över Francisco Franco och spanska inbördeskrigets utbrott i Nordafrika 1936.  
Monte Hacho benämndes under antiken Mons Abila och berget anses vara den södra av Herkules stoder (ibland anses det istället vara Jebel Musa i Marocko). Den norra stoden på andra sidan Gibraltar sund är Gibraltarklippan. 

## Galleri

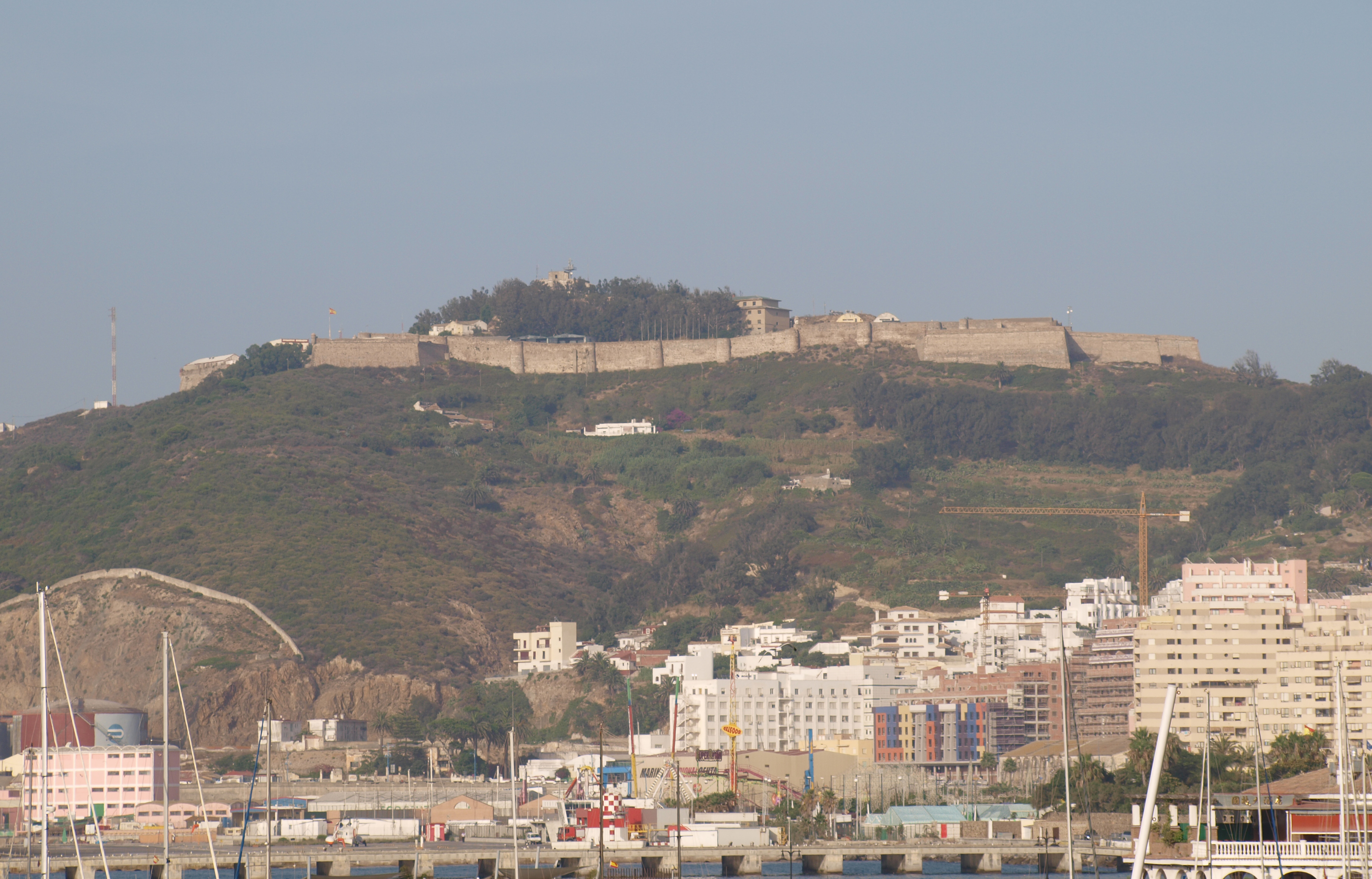
Befästningen på Monte Hachos topp.
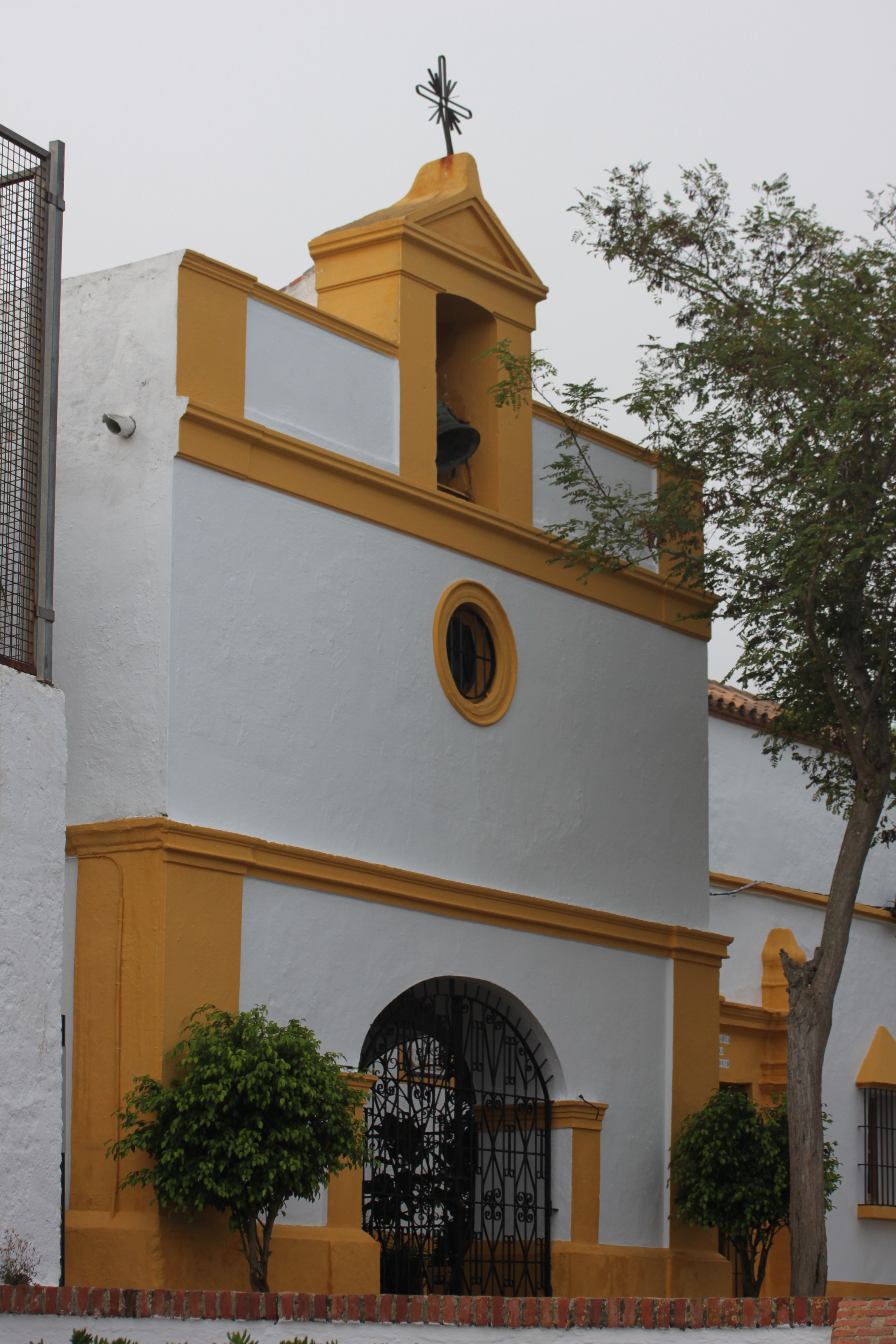
Klostret Ermita de San Antonio.
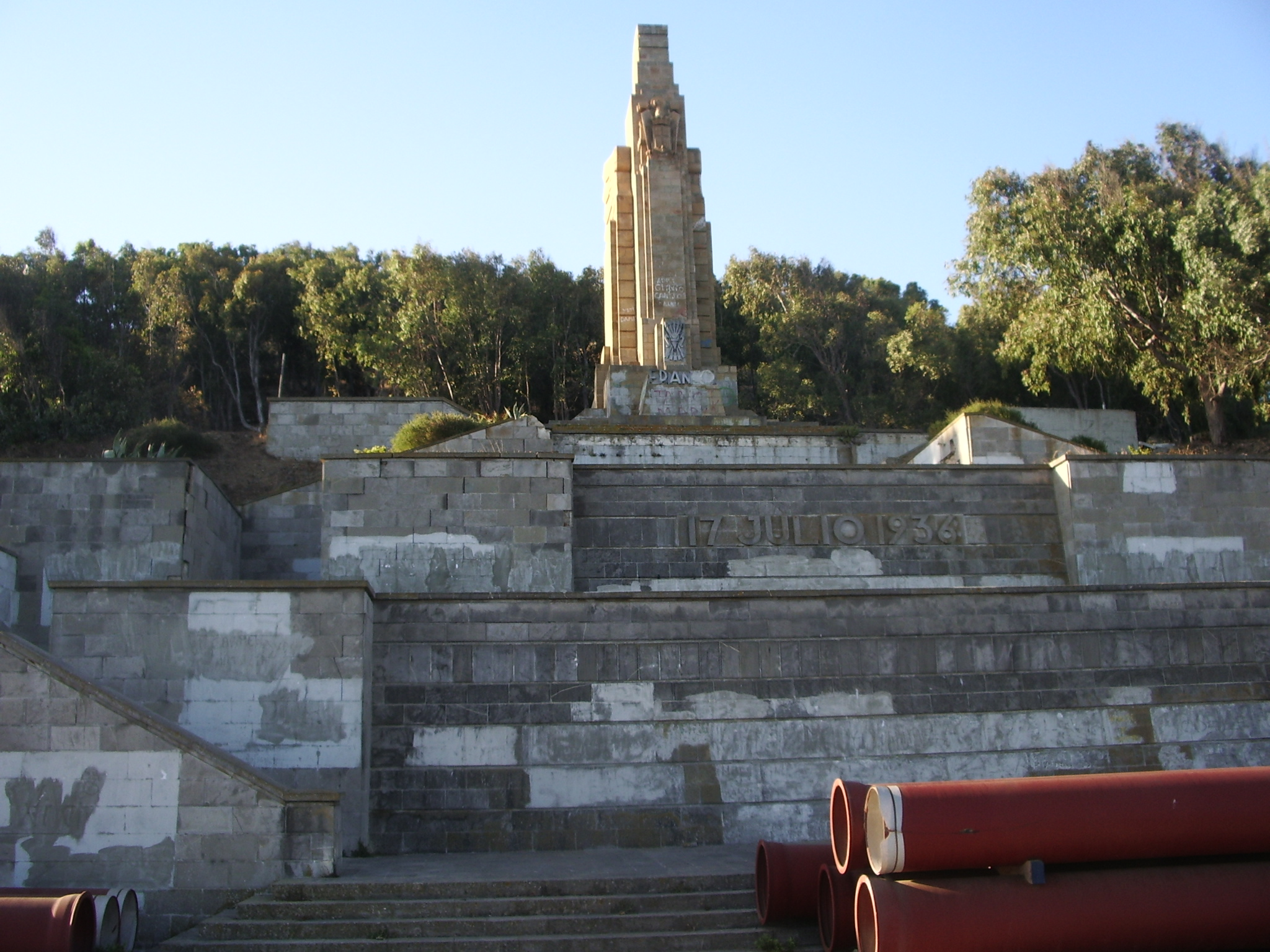
Monumento del Llano Amarillo, ett minnesmärke över Francisco Franco och spanska inbördeskrigets utbrott i Nordafrika 1936.

### Fotnoter
1. ↑  Monte del Hacho hos Geonames.org (cc-by); post uppdaterad 2014-05-01; databasdump nerladdad 2016-04-24